# Музей искусства Жироны
41°59′13″ с. ш. 2°49′35″ в. д.

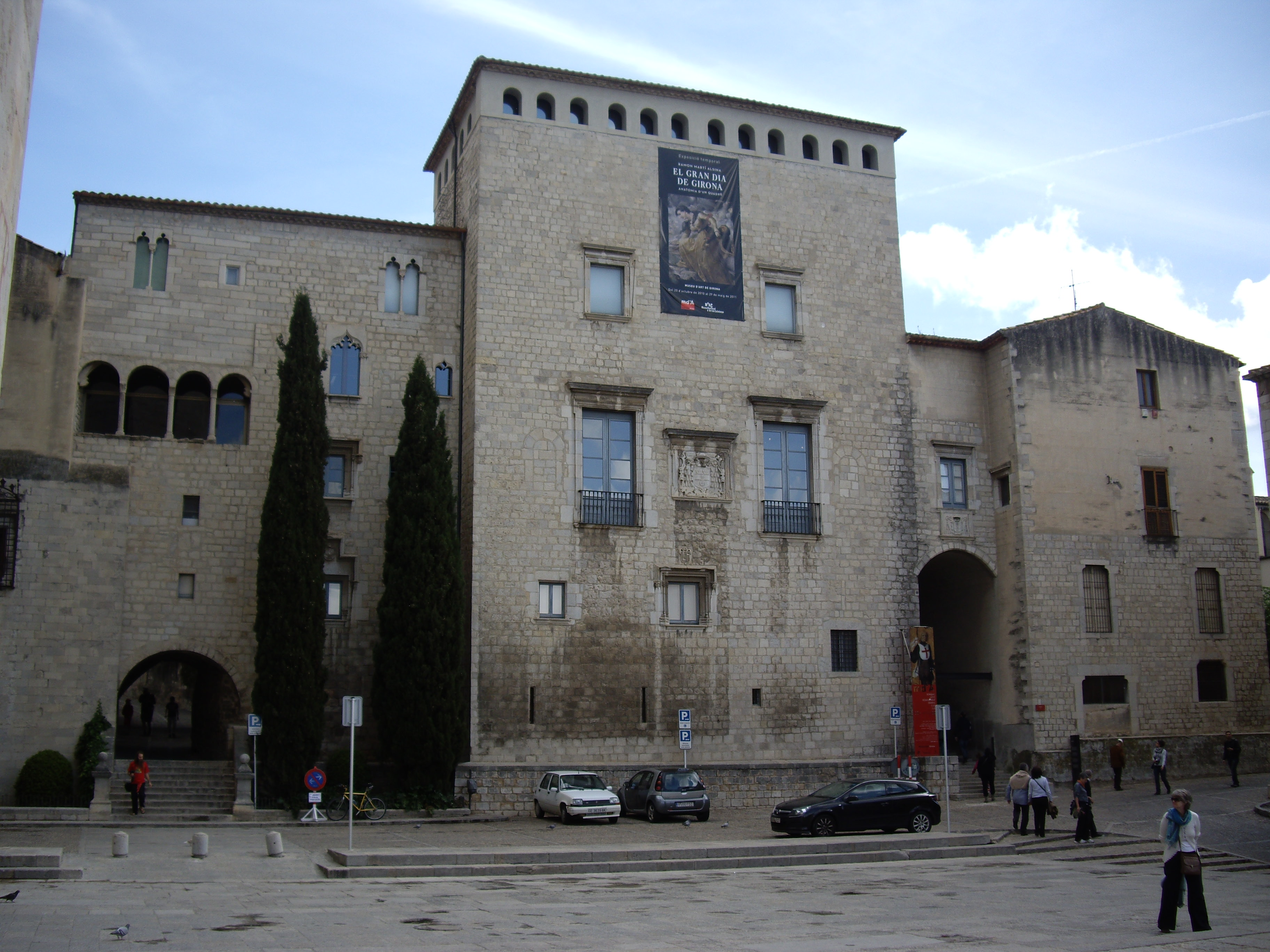
Музей искусства Жироны

Музей искусства Жироны (кат. Museu d'Art de Girona) появился в результате слияния старинного Провинциального музея антиквариата и изящных искусств (Museo provincial de antigüedades y bellas artes) и Епархиального музея (Museo diocesano), объединивших свои арт-активы.
Юридически музей возник в 1976 году, когда между городским советом (Diputación) и епископством (obispado) Жироны было подписано соответствующее соглашение.

## Характеристика фондов

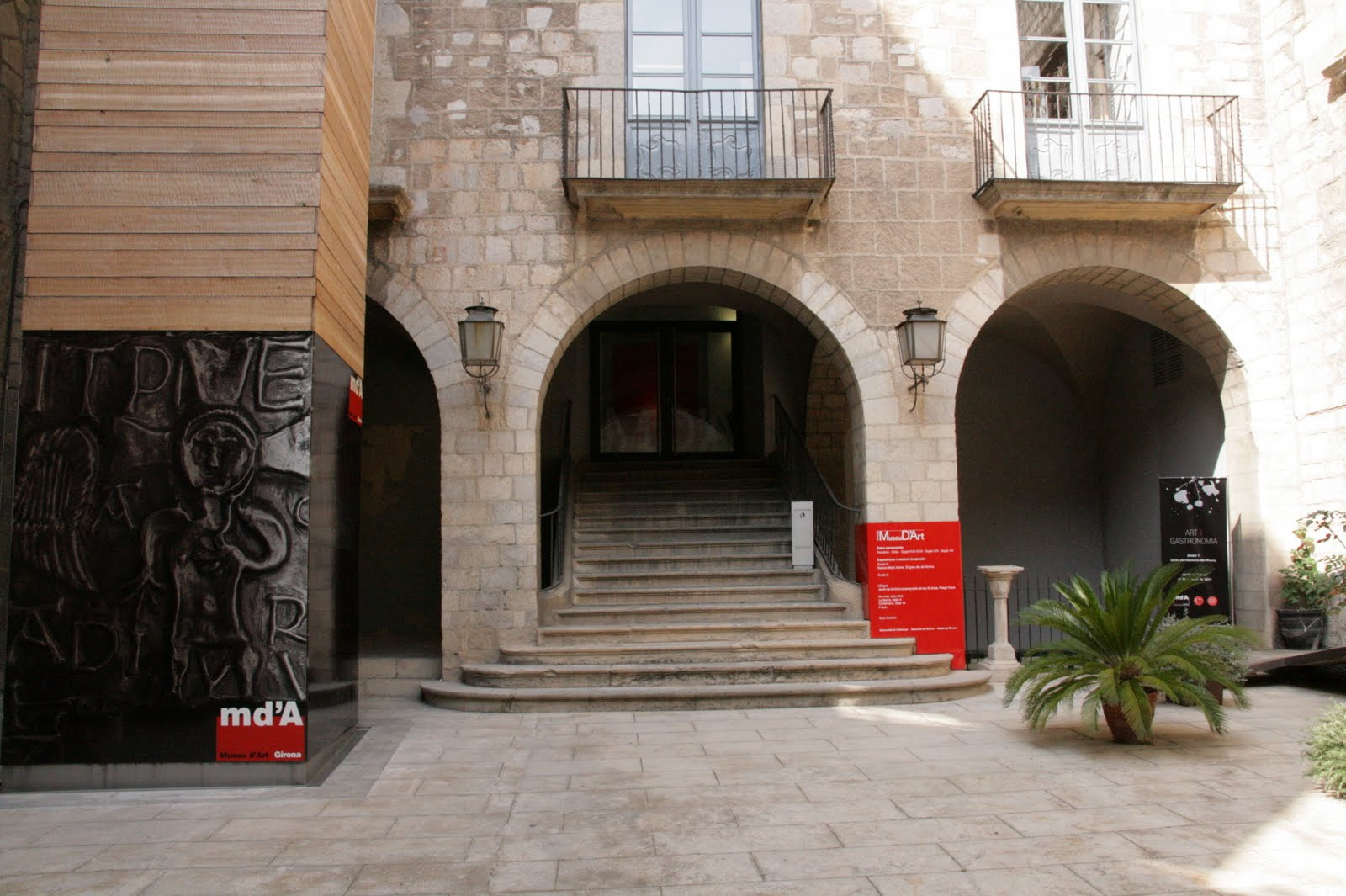
Музей искусства Жироны

Целью музея является сохранение, документирование, исследование, распространение и демонстрация культурного наследия Жироны, начиная со времён колонизации до конца XX века.
Музей старается представить как можно более полный диахронический образ искусства Жироны. Более того, его римские и готические коллекции считаются третьими из наиболее значимых объектов наследия Каталонии.

## Здание музея
Музей искусства Жироны отражает эволюцию и современную реальность искусства Жироны. Расположен музей в одном из самых известных зданий старинного квартала — в Епископском дворце (Palacio Episcopal).
Впервые об этом дворце упоминается в X веке. Предполагается, что здание принадлежало графу Боррелью (Borrell), который к концу века стал правопреемником епископа Жироны.
Здание, в котором сейчас находится музей, перестраивали и реставрировали значительное количество раз. В начале XIV века к основному зданию достроили Тронный зал (Salón de trono), башни фасада и тюремные помещения. Именно они и придали зданию вид укрепления.
Стиль здания, который с XVI века сохранился до наших времён, относится к эпохе Возрождения. В стиле Ренессанса выполнены герб главного фасада, входы главного фасада и внутреннего дворика. В XVII было построено боковое крыло, а в XVIII веке построили новую часовню и перенесли романские арки с внутренней галереи на фасад.

## Коллекции Музея искусства Жироны

### Хронологическая выставка (Expos. Cronologica)
Наследие Музея искусства Жироны насчитывает приблизительно 8,5 тыс. предметов: от романского до современного периодов. Хронологическая выставка занимает 18 залов. В каждом из них представлены конкретные временные рамки:
- Романская эпоха (Románico)

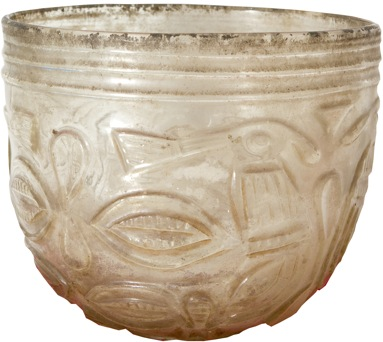
Коллекции Музея искусства Жироны

Наиболее значимыми экспонатами этого зала являются переносной жертвенник (ara portatil), наперсный крест (cruz pectoral), мироносица Сант Пере де Родес (crismera de Sant Pere de Rodes).
- Готика (Gótico)

Собрание включает в себя полотно «Мученики» (Martirologio), состоящее из более чем 700 миниатюр, два редких экземпляра вышивки XV века (bordado del siglo XV), витражные столы (mesas de vitralero) и коллекцию готических скульптур.
- XVI век

Интересны жиронский запрестольный образ Святого Филиппа (retablo mayor de Sant Feliu de Girona), образы Хоана Вентрика (Joan Ventrica), Пере Робредо (Pere Robredo).
- XVII — XVIII века

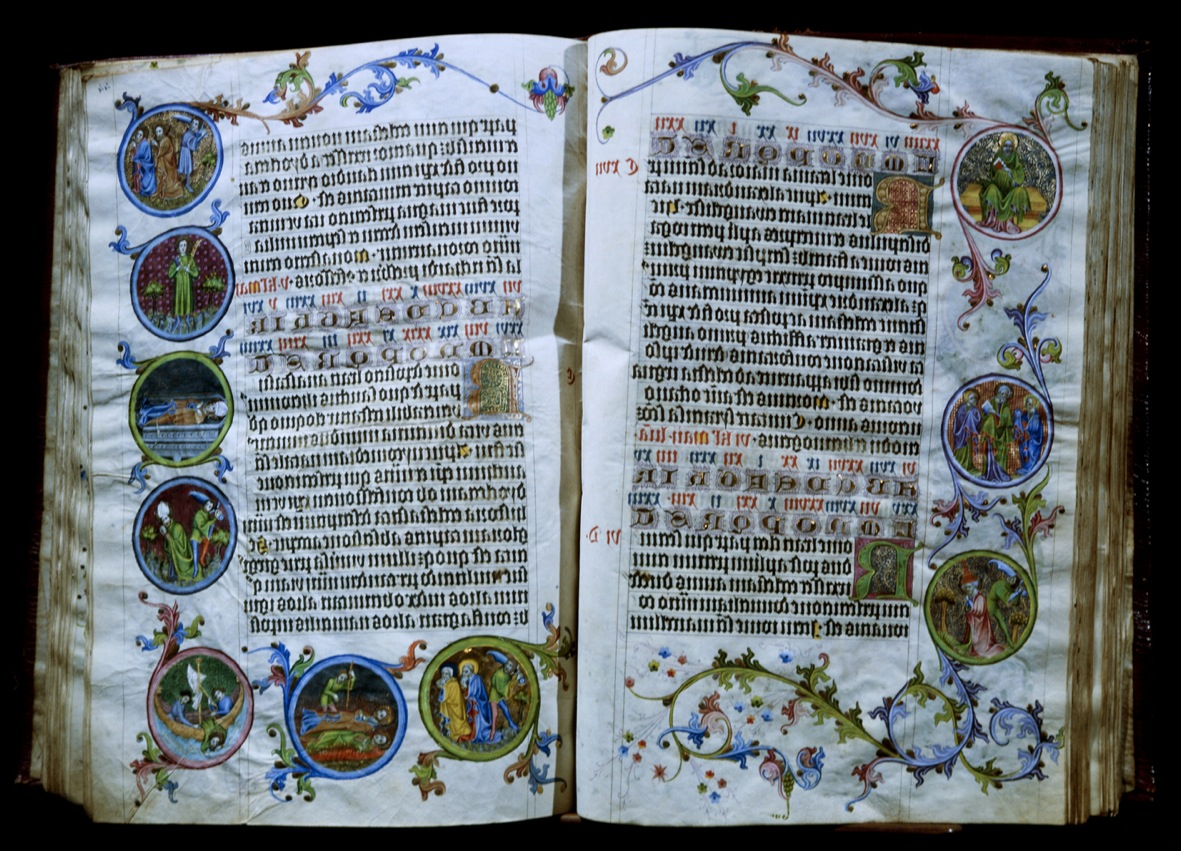
Коллекции Музея искусства Жироны

В экспозицию, в том числе, входят: запрестольный образ Св. Себастия (retablo de Sant Sebastia), ювелирные изделия, фаянсовая посуда, декорированная синим цветом, гравюра на дереве (xilografía) и другие экспонаты барокко и неоклассицизма.
- XIX век

Представлены полотна Санса Кабота (Sans Cabot) и Эспальтера (Espalter), картина «Palomo en la Rapita» Бенета Меркаде (Bennet Mercadé) и других представителей реализма.
- XX век

Экспонаты эпохи модернизма, импрессионизма и символизма, в том числе, работы художника Сантьяго Русиньола (Santiago Rusiñol) и скульптора Микеля Блая (Miquel Blay).

### Монографические залы Музея искусства Жироны
- Мебель (Mobiliario)Коллекции Музея искусства Жироны

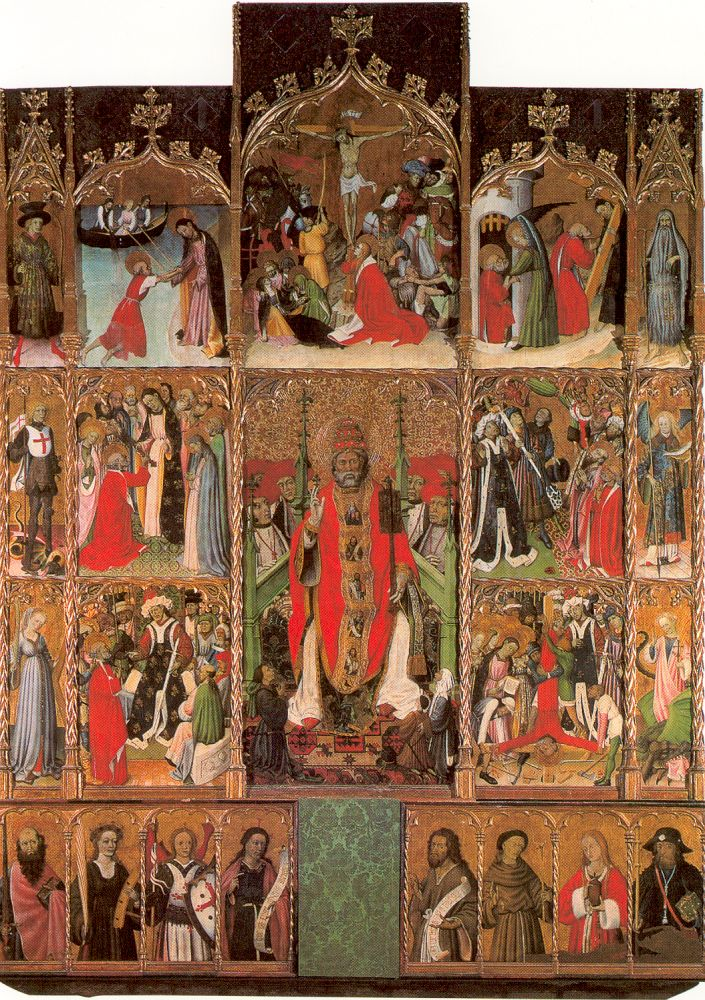
Коллекции Музея искусства Жироны

Самый уникальный экспонат — печатная машинка XVII века.
- Керамика (Cerámica)

Фаянсовая посуда с металлической отделкой, фаянсовая посуда, декорированная синей отделкой и другие керамические экспонаты.
- Стекло (Vidrio)

Изделия из стекла XVI—XIX веков.
- Литургическое искусство (Arte litúrgico)

Представлены литургические объекты, которые использовались во время празднования таинств.

### Запасные залы Музея искусства Жироны
В этих залах хранится остальная часть наследия Музея искусства Жироны. В основном здесь представлены современные экспонаты.
На нижнем этаже здания расположена старинная аптека Св. Екатерины (Farmacia de Santa Caterina)